# The Ricky Gervais Show
The Ricky Gervais Show is een komische serie podcasts in het Verenigd Koninkrijk met Ricky Gervais, Stephen Merchant en Karl Pilkington, die later bewerkt werd tot een geanimeerde televisieversie voor HBO en Channel 4 in 2010.

## Geschiedenis
De serie ging van start in november 2001 op Xfm, en werd van dan af aan wekelijks uitgezonden gedurende een bepaald aantal maanden doorheen 2002, 2003, 2004 en het midden van 2005. In november 2005 bood de website guardian.co.uk de serie aan als een podcast, bestaande uit 12 afleveringen.  Gedurende januari en februari 2006 werd de podcast gerangschikt als de nummer 1 podcast van de wereld. Het werd in het Guinness Book of Records (versie van 2007) vernoemd als de meest gedownloade podcast ter wereld, met een gemiddelde van 261.670 downloads per aflevering gedurende de eerste maand. Volgens de BBC werd de podcast van de serie, tegen september 2006, "bijna 8 miljoen" keer gedownload.